# Abagrotis hennei
Abagrotis hennei là một loài bướm đêm trong họ Noctuidae. Loài này được tìm thấy ở Bắc Mỹ.
Số MONA hay Hodges của Abagrotis hennei là 11023.